# Hunspell
Hunspell – korektor pisowni i analizator morfologiczny, opracowany pod kątem języków o bogatej morfologii i skomplikowanych wyrazów złożonych (niemiecki, węgierski); jako jedyny korektor obsługuje też mechanizmy aglutynacyjne. Nie udało się go jednak jeszcze dostosować do potrzeb języka fińskiego.
Od marca 2006 jest to standardowy korektor pisowni w OpenOffice.org.
Hunspell jest oparty na programie MySpell.